# Earthlings? (album)
Earthlings? is het eerste studioalbum van de band earthlings?

## Geschiedenis
Het album verscheen in 1998. In 2012 werd het album opnieuw uitgebracht onder het label Cobraside. Op dit album zijn enkele nummers aan het origineel toegevoegd.

## Tracklist
| Nr. | Titel                                    | Duur |
| --- | ---------------------------------------- | ---- |
| 1   | Nothing                                  | 4:56 |
| 2   | Saving Up For My Spaceship / Illuminate  | 7:45 |
| 3   | Reaper (Don't Fear This Child)           | 5:21 |
| 4   | Cavalry                                  | 2:08 |
| 5   | Happiest Day Of My Life                  | 4:42 |
| 6   | Conversing Among Misfits                 | 4:54 |
| 7   | Mars On Fire                             | 3:24 |
| 8   | Stungun                                  | 3:00 |
| 9   | The Dreaded Lovelies                     | 4:33 |
| 10  | Icy Halls Of Sobriety (I Dare Not Tread) | 2:17 |
| 11  | Triumphant March Of The Buffoons         | 3:56 |

Bonusnummers op de uitgave van 2012:
| Nr. | Titel                                   | Duur |
| --- | --------------------------------------- | ---- |
| 12  | Sugar Rush                              | 4:18 |
| 13  | At The Helms Of Hells Ships             | 4:04 |
| 14  | Pleasure Seekers (versie van 6 minuten) | 6:20 |
| 15  | Lightning Song                          | 1:19 |
| 16  | Yugga Yugga                             | 5:04 |

## Bandleden
- Fred Drake
- Dave Catching
- Pete Stahl

## Personeel per nummer
1. Drum, percussie, zang: Fred Drake 
 Gitaar, basgitaar: Dave Catching 
 Zang: Pete Stahl
2. Drum, percussie, zang, basgitaar, keyboard: Fred Drake 
 Gitaar, basgitaar, keyboard: Dave Catching 
 Zang: Pete Stahl
3. Drum: Adam Maples 
 Gitaar, basgitaar: Dave Catching 
 Zang: Pete Stahl 
 Zang, keyboard: Fred Drake
4. Drums: Adam Maples 
 Gitaar, basgitaar: Dave Catching 
 Zang: Pete Stahl 
 Zang, keyboard: Fred Drake
5. Basgitaar, zang: Kat 
 Gitaar, piano: Dave Catching 
 Zang: Pete Stahl 
 Zang, orgel: Fred Drake 
 Zang: Robert Butler, Tony Mason
6. Keyboard: Billy Bizeau, Dave Catching, Fred Drake 
 Zang: Martina, Pete Stahl
7. Keyboard, basgitaar: Dave Catching 
 Keyboard, drum, gitaar (Lap Steel), percussie: Fred Drake 
 Zang: Pete Stahl
8. Basgitaar: Scott Reeder 
 Drums: Adam Maples 
 Gitaar: Dave Catching 
 Keyboard: Fred Drake 
 Zang: Pete Stahl
9. Drum: Dave Linn 
 Keyboard, basgitaar: Dave Catching 
 Keyboard, zang: Fred Drake 
 Zang: Pete Stahl, Victoria Williams 
 Zang: Esther Swart 
 Zang, gitaar: Dave Grohl
10. Gitaar: Dave Catching 
 Zang: Pete Stahl 
 Zang: Fred Drake
11. Drum, keyboard, gitaar, zang: Fred Drake 
 Keyboard, gitaar, zang: Dave Catching 
 Zang: Pete Stahl
12. Basgitaar: Dave Catching 
 Drum: Fred Drake 
 Gitaar: Pete Stahl 
 Zang: Musharitas
13. Basgitaar, drum: Fred Drake 
 Gitaar: Dave Catching 
 Zang: Pete Stahl
14. Basgitaar, gitaar: David Catching 
 Drum: Adam Maples 
 Gitaar, keyboard, zang: Fred Drake 
 Zang: Ted Quinn 
 Zang: Pete Stahl
15. Conga: Brant Bjork 
 Piano: Josh Homme
16. Gitaar: Dave Grohl

## Overige informatie
- Opgenomen en gemixt door Rancho de la Luna
- Design: Frank Kozik
- Foto's: Earthlings?
- Producer, gemixt en opgenomen door Earthlings?
- Track nummer 5 opgenomen door Tony Mason